# Karol Kostur
Karol Kostur (ur. 1919 w Nowym Targu, zm. 2000 w Zbyszycach) – polski malarz, prymitywista.
Autor kilkuset obrazów i akwareli o tematyce żydowskiej, na których przedstawiał postaci narodowości żydowskiej, a także synagogi i małe miasteczka. Poruszał również tematy związane z Podhalem, przyrodą i Cyganami. Malował portrety (indywidualne oraz grupowe), sceny z życia codziennego (w karczmie, na targowisku itp.) oraz wydarzenia związane z obrzędami religijnymi (procesje, nabożeństwa). Wystawiał swoje prace w Nowym Targu i Krakowie. Nagrodzony na Ogólnopolskim konkursie malarskim im. Teofila Ociepki w Bydgoszczy.